# ديفيد ايستمان (سياسي)
ديفيد إيستمان هو عضو جمهوري في مجلس النواب في ألاسكا، ويخدم الدائرة العاشرة. خدم منذ 17 يناير 2017. انتخب في 8 نوفمبر 2016 بنسبة 73.98٪ من الأصوات.
تم تسميته عام 2010 لمتطوع ولاية ألاسكا للعام من قبل السيدة الأولى ساندي بارنيل (جوائز المتطوعين للسيدة الأولى؛ جونو، ألاسكا) في المقام الأول للعمل التطوعي مع الأطفال والأسر.
تم اختيارهم في أبريل 2012 من قبل الجمهوريين في House District 13 كخيارهم الأول لملء المقعد الذي ترك شاغرًا بوفاة النائب. كارل جاتو (R-Palmer) تم اختياره كواحد من بين 15 قائدًا للسياسة المحافظة الطموحة على المستوى الوطني في 2010-2011 للانضمام إلى للحكومة.
عزل من منصبه في لجنة الأخلاقيات بعد أن تبين أنه انتهك قانون الأخلاقيات. وقد نفى هذه المزاعم.

## المواقف السياسية
كان ديفيد إيستمان، البالغ من العمر 15 عامًا، أصغر مندوب في RNC في عام 1996  كان إيستمان ناشطًا  يمينيًا بارزا. أصبح مرشحا محافظا للغاية في انتخابه عام 2016 كعضو في مجلس النواب في ألاسكا.

### الرئيس ترامب
إيستمان مؤيد متحمس لترامب، وشارك بنشاط في ترشح ترامب في وقت مبكر جدًا.

### الإجهاض
إيستمان ضد الإجهاض بجميع أشكاله.
حاول ذات مرة إضافة تعديل الحق في الحياة في عام 2017 وحدد شهر أبريل باعتباره شهر التوعية بالاعتداء الجنسي، وقدم شكوى عندما لم تنظر اللجنة في تعديله.

### اتهامات القومية البيضاء والعنصرية
في أبريل 2017 صوت ديفيد إيستمان (R-Wasilla) ضد مشروع قانون في ألاسكا لتكريم قدامى المحاربين من الهمونج وأكثر من 100.000 من الهمونغ الذين ماتوا في حرب فيتنام لدعم الولايات المتحدة. كما صوت ضد مشروع قانون يكرم الجنود السود الذين عملوا على طريق ألاسكا السريع. كما عارض الاعتراف بشهر التاريخ الأسود.
في مايو 2017، شارك إيستمان في جدل حول ملاحظاته التي تشير إلى أن نساء ألاسكا الأصليين في القرى يحاولن الحمل عن قصد للحصول على «رحلة مجانية إلى المدينة» لكي يجهضن. يدعي أن هناك الكثير من «الحوافز» للحصول على الإجهاض، وقال: «لدينا أناس يحاولون الحمل في هذه الولاية حتى يتمكنوا من الحصول على رحلة مجانية إلى المدينة، ولدينا أشخاص يريدون حمل طفلهم بعد نقطة أن تكون قادرة على إجراء الإجهاض في هذه الولاية حتى يتمكنوا من القيام برحلة مجانية إلى سياتل». ولم يقدم أي دليل على هذه التصريحات، لكنه أكد أن «عددًا من الأشخاص وصلوا إلى مكتبه وحدثوه عن هذه القصص والتجارب».
صوت مجلس النواب في ألاسكا على لوم إيستمان بسبب تصريحاته. 

## تعليق عضوية الكتلة الحزبية
تم تعليق إيستمان من التجمع الجمهوري في مارس 2020، ولكن لم يتم إبلاغ الجمهور عن السبب.